# Proruaca harmonica
Proruaca harmonica är en fjärilsart som beskrevs av William Lucas Distant 1901. Proruaca harmonica ingår i släktet Proruaca och familjen nattflyn. Inga underarter finns listade i Catalogue of Life.